# Луч (Татарстан)
Луч — посёлок в Чистопольском районе Республики Татарстан Российской Федерации. Является административным центром Чистопольского сельского поселения.

## География
Посёлок находится в 4 километрах западнее города Чистополь.

## История
Основан в 1931 году.
В 2001 г. постановлением Правительства РФ Центральная усадьба зверосовхоза «Луч» переименована в поселок Луч.

## Население
| 1938 | 1949 | 1970  | 1979  | 1989  | 2002  |
| ---- | ---- | ----- | ----- | ----- | ----- |
| 42   | ↗303 | ↗1490 | ↘1454 | ↘1441 | ↗1453 |

## Современное положение
В посёлке расположена средняя и музыкальная школы, библиотека.

## Известные жители города
Новиков, Пётр Георгиевич - генерал-майор РККА, участник обороны Одессы и Севастополя, последний руководитель Севастопольским оборонительным районом.